# Eduard Tubau
Eduard ("Eddi") Tubau Cutal (Terrassa, 6 januari 1981) is een Spaans hockeyer.
Tubau hockeyde in de Spaanse competitie voor Club Egara en later voor Club de Campo. De behendige aanvaller speelt ook voor de Spaanse hockeyploeg. Hij nam met die ploeg sinds 2000 deel aan vier Olympische Spelen. Bij de Spelen van 2008 in Peking werd als beste resultaat de zilveren medaille verdiend. Een andere grote prijs werd gepakt in 2005 toen Spanje met Tubau in de gelederen Europees kampioen werd.